# Centro Penitenciario de Pamplona
El Centro Penitenciario de Pamplona es una prisión ubicada en Pamplona (Navarra) España. Está a las afueras, en el barrio de Santa Lucía-Agustinos.
Se puso en marcha el 18 de junio de 2012 cuando se vacío la antigua Cárcel de Pamplona y se trajeron todos sus presos.
Tiene capacidad para 1000 personas pero está infrautilizada, con ocho de sus catorce módulos cerrados.